# Джеринс, Стерлинг
Сте́рлинг Дже́ринс (англ. Sterling Jerins; род. 15 июня 2004, Нью-Йорк Сити) — американская актриса, известная по ролям Лили Бауэрс в телесериале NBC «Обман», Констанс Лейн в фильме «Война миров Z» и Джуди Уоррен в трёх частях фильма «Заклятие». Также известна по роли Лилы Дюфресни в телесериале HBO «Развод».

## Карьера
В 2012 году Джеринс снялась в зомби-апокалипсис-фильме Марка Фостера «Война миров Z», где сыграла роль Лили Бауэрс, младшей дочери Джерри (Брэд Питт) и Карен Лейн (Мирей Инос). Фильм вышел в прокат 19 июля 2013 года. Тогда же Джеринс появилась в мистическом фильме-ужасов «Заклятие», где сыграла дочь Эда и Лоррейн Уорренов (Патрик Уилсон и Вера Фармига).
Снялась в романтической комедии Роба Райнера «И так далее», сыграв второстепенную роль внучки персонажа Майкла Дугласа. В 2015 году Джеринс снялась в мистическом триллере «Тёмные тайны», снятый по мотивам одноимённого романа Гиллиан Флинн. Там она исполнила роль молодой версии персонажа Шарлиз Терон — Либби Дэй. Также снялась в экшен-триллере «Выхода нет» вместе с Оуэном Уилсоном и Белл Лейк. Снялась в июне 2016 года в драматическом фильме «Дейзи Уинтерс». Там она сыграла главную роль одиннадцатилетней девочки.
Сыграла главную роль в комедийном телесериале HBO «Развод» вместе с Сарой Джессикой Паркер. Осенью 2017 года выходит 2 сезон сериала «Развод», где она снова сыграла главную роль. В 2016 году вновь сыграла роль Джуди Уоррен в сиквеле «Заклятие 2». на также снялась в комедийном сериале HBO «Развод» вместе с Сарой Джессикой Паркер и Томасом Хейденом Чёрчем.

## Личная жизнь
Является дочерью актёров Эдгара и Аланы Джеринс. Её старшая сестра Руби Джеринс также является актрисой. В 2010 Руби снялась в фильме «Помни меня».

## Фильмография
| Кино        | Кино                        | Кино            | Кино                                 | Кино |
| Год         | Название                    | Роль            | Примечание                           |      |
| ----------- | --------------------------- | --------------- | ------------------------------------ | ---- |
| 2013        | Бабочки Билл Бейкер         | Энни            |                                      |      |
| 2013        | Война миров Z               | Констанция Лэйн |                                      |      |
| 2013        | Заклятие                    | Джуди Уоррен    |                                      |      |
| 2014        | Колыбельная                 | Молодая Карен   |                                      |      |
| 2014        | И так далее                 | Сара Литтл      |                                      |      |
| 2014        | 5 авиабилетов               | Зоуи            |                                      |      |
| 2015        | Тёмные тайны                | Молодая Либби   |                                      |      |
| 2015        | Выхода нет                  | Люси Дуайер     |                                      |      |
| 2016        | Заклятие 2                  | Джуди Уоррен    |                                      |      |
| 2017        | Дейзи Уинтерс               | Дейзи Уинтерс   |                                      |      |
| 2018        | Школа-интернат              | Кристин         |                                      |      |
| 2021        | Заклятие 3: По воле дьявола | Джуди Уоррен    |                                      |      |
| 2023        | Проклятие монахини 2        | Джуди Уоррен    | Камео                                |      |
| Телевидение |                             |                 |                                      |      |
| Год         | Название                    | Роль            | Примечание                           |      |
| 2011        | Дорогой доктор              | Джина           | Эпизод: «Человек, позвавший дедушку» |      |
| 2013        | Обман                       | Лили Бауэрс     | 5 эпизодов                           |      |
| 2016—2019   | Развод                      | Лила Дюфресни   | Главная роль                         |      |
| 2020        | Почти семья                 | Оливия          | 3 эпизода                            |      |